# كارل إكشتاين (عالم بقشريات الأجنحة)
كارل إكشتاين (بالألمانية: Karl Eckstein)‏ هو عالم بقشريات الأجنحة ألماني، ولد في 28 ديسمبر 1859 في جلونا غورا في بولندا، وتوفي في 22 أبريل 1939 في Cavtat ‏ في كرواتيا.